# What's My Line?
What's My Line? è un game show andato in origine in onda negli Stati Uniti sull'emittente televisiva CBS dal 1950 al 1967, riprodotto in varie versioni internazionali e in seguito in alcuni revival statunitensi. Al gioco prendono parte alcune celebrità, il cui obiettivo è quello di indovinare l'occupazione del concorrente presente ponendo a quest'ultimo una serie di domande; la parola "line" nel nome del gioco sta infatti per "line of work" ("professione", in italiano). Ogni settimana, inoltre, gli ospiti del programma sono chiamati a cercare di indovinare l'identità di un "ospite misterioso" molto famoso, ponendo sempre delle domande a turno ma da bendati. È il game show televisivo statunitense in prima serata andato in onda per più tempo. Presentato da John Charles Daly e con la partecipazione ricorrente di Dorothy Kilgallen, Arlene Francis e Bennett Cerf in qualità di ospiti, What's My Line? ha ricevuto tre Emmy Award per "Miglior quiz o partecipazione del pubblico" nel 1952, 1953 e 1958, oltre ad Golden Globe per "Miglior serie televisiva" nel 1962.
Dopo la cancellazione da parte di CBS nel 1967, il programma è tornato in syndication con cadenza giornaliera, condotto inizialmente da Wally Bruner e in seguito da Larry Blyden, andando in onda dal 1968 al 1975. Sono state realizzate versioni internazionali in altri paesi del mondo, oltre a versioni radiofoniche e a un'edizione in diretta dal vivo.
Nel 2013, TV Guide ha elencato What's My Line? al 9º posto nella sua lista dei 60 migliori game show di sempre.

## La serie originale di CBS (1950-1967)

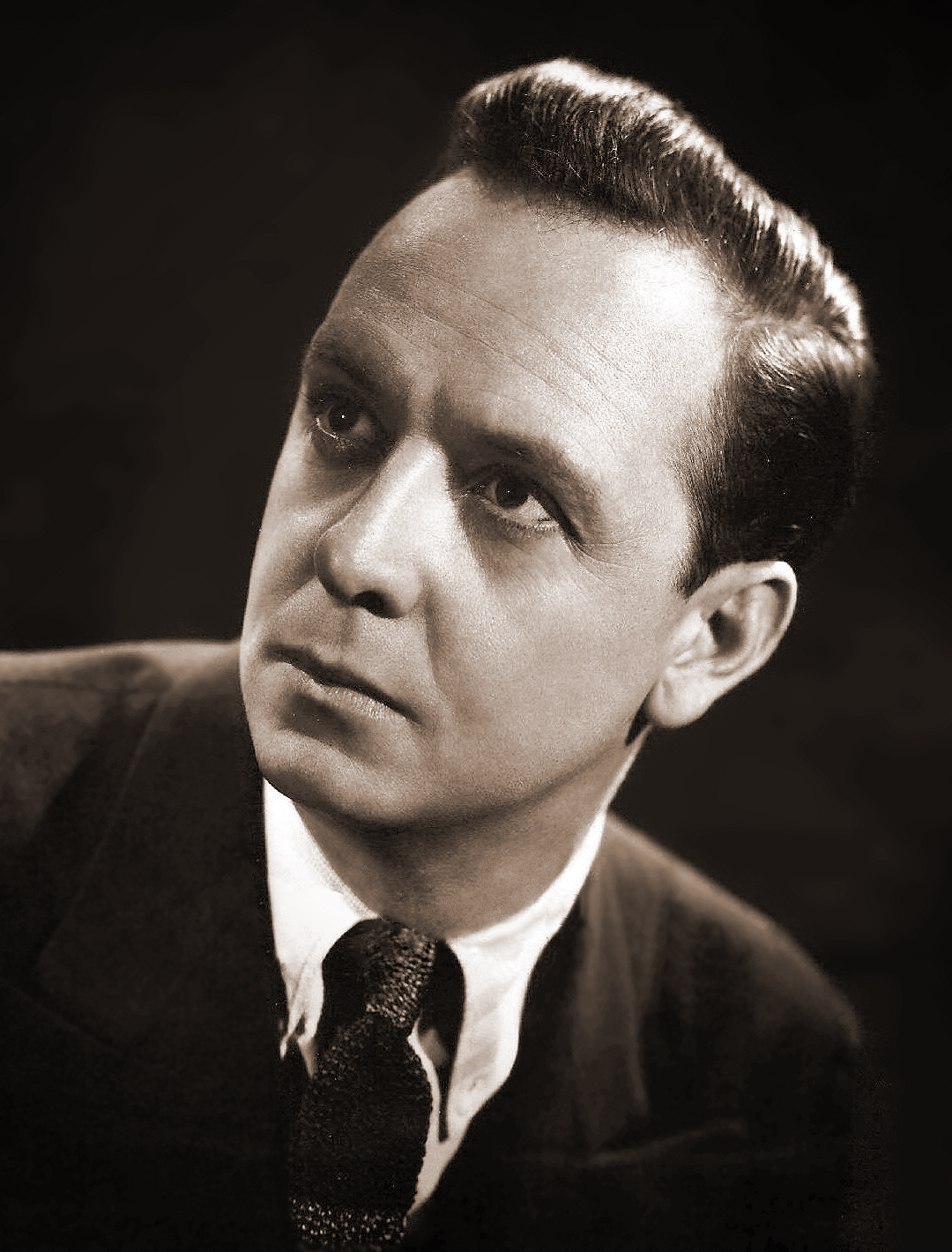
Il conduttore John Charles Daly in una foto promozionale della CBS per What's My Line? del 1950

Prodotto da Mark Goodson e Bill Todman per CBS Television, il programma doveva inizialmente chiamarsi Occupation Unknown prima di assumere il nome definitivo di What's My Line?. La serie originale, che era solitamente trasmessa in diretta, debuttò giovedì 2 febbraio 1950, alle ore 20:00 EST. Dopo essere andato in onda a mercoledì alterni e poi a giovedì alterni, dal 1º ottobre 1950 la trasmissione stabilizzò la propria programmazione settimanale alle ore 22:30 ET di ogni domenica, blocco in cui rimase fino alla sua ultima puntata sul network di CBS del 3 settembre 1967.
Iniziando nel luglio del 1959 e continuando per otto anni consecutivi fino al luglio del 1967, quando John Daly dovette comparire a Mosca come reporter per seguire il cosiddetto "dibattito in cucina" tra Richard Nixon e Nikita Chruščëv, il programma occasionalmente registrava alcune puntate in formato 2 pollici Quadruplex per poterle mandare in onda in futuro. Questo rappresentava lo stato dell'arte dell'epoca, e Daly ne esaltò l'utilità in occasione del suo ritorno da Mosca. In certe occasioni, andavano quindi in onda due puntate nello stesso giorno; quella registrata, per prima, seguita immediatamente dalla puntata in diretta. Gli ospiti e i membri del cast del programma cominciarono a prendere delle "pause estive" dallo show dal luglio del 1961 fino al luglio del 1967.

### Presentatori e partecipanti

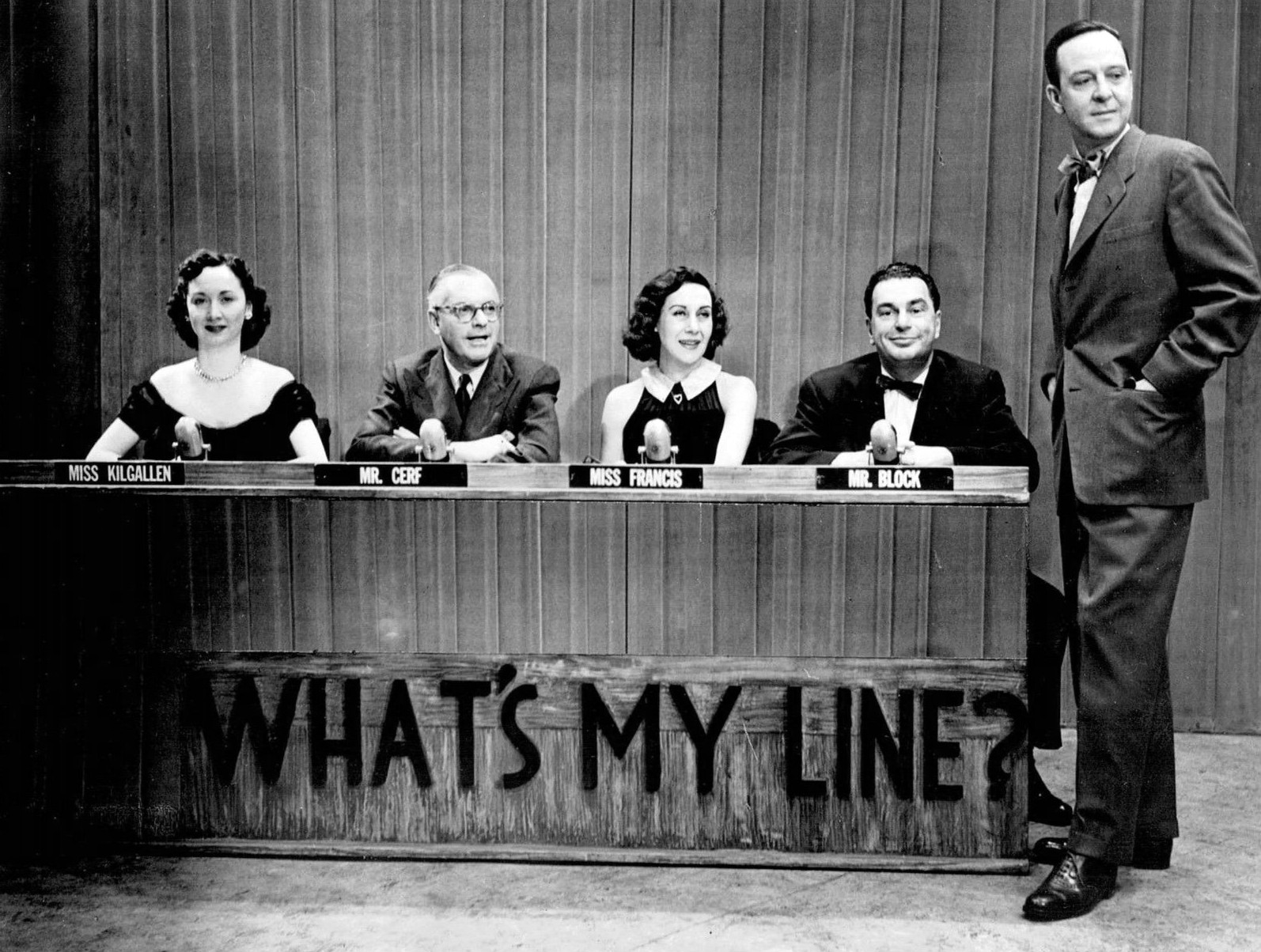
John Daly insieme al gruppo di celebrità di What's My Line? nel 1952. Da sinistra: Dorothy Kilgallen, Bennett Cerf, Arlene Francis e Hal Block.

Il presentatore del programma, allora chiamato moderatore, era il giornalista televisivo e radiofonico John Charles Daly. Clifton Fadiman, Eamonn Andrews e il co-fondatore di Random House e ospite Bennett Cerf sostituirono Daly in quattro occasioni, quando quest'ultimo non era disponibile.
Il game show comprendeva un gruppo di quattro celebrità che avevano il compito di fare le domande al concorrente presente. Nella puntata iniziale del 2 febbraio 1950, le celebrità presenti erano l'ex-governatore del New Jersey Harold G. Hoffman, la giornalista Dorothy Kilgallen, il poeta Louis Untermeyer e lo psichiatra Richard H. Hoffmann. Nelle settimane successive il gruppo subì alcune variazioni, fino a stabilizzarsi dopo alcune puntate, nel periodo iniziale del programma, quando le celebrità partecipanti consistevano generalmente in Kilgallen, l'attrice Arlene Francis, Untermeyer e lo scrittore di commedie Hal Block. Occasionalmente, poteva accadere che una delle celebrità ricorrenti dovesse essere rimpiazzata in una certa puntata da un ospite; in tal senso, l'ospite più frequente sullo show è stato il marito di Arlene Francis, Martin Gabel, il quale è apparso nel programma 112 volte nel corso degli anni.
Il curatore editoriale Bennett Cerf sostituì Untermeyer nel ruolo regolare di celebrità partecipante nel 1951, e il comico Steve Allen rimpiazzò Block nel 1953. Allen lasciò il programma nel 1954 per lanciare The Tonight Show, e venne sostituito dal comico Fred Allen, che rimase tra il gruppo delle celebrità fino alla sua morte nel 1956. Dopo la morte di Fred Allen, il suo posto non venne rimpiazzato da un'altra celebrità in modo permanente, e la quarta celebrità del gruppo fu sempre un ospite. Per la maggior parte della sua messa in onda, pertanto, dal 1956 al 1965, il gruppo delle celebrità del programma consistette in Kilgallen, Cerf, Francis e una quarta celebrità ospite.
Dopo la morte misteriosa di Kilgallen, avvenuta nel 1965, la giornalista non venne rimpiazzata in modo permanente da una singola celebrità, così come era accaduto per Fred Allen. Negli ultimi due anni del programma, il gruppo di celebrità presenti era infatti composto da Cerf, Francis e da altri due ospiti.
Nel ruolo di annunciatori del programma, hanno partecipato nel corso degli anni di programmazione Lee Vines (dal 1950 al 1955), Hal Simms (dal 1955 al 1961), Ralph Paul (durante il 1961) e Johnny Olson, forse il più noto tra gli annunciatori della serie di Goodson-Todman, il quale collaborò al programma dal 1961 fino alla sua chiusura nel 1967.

### Modalità di gioco
What's My Line? era un quiz televisivo in cui quattro partecipanti, personalità note al pubblico, dovevano porre delle domande al concorrente nel tentativo di individuarne l'occupazione (la line [of work], ovvero la "professione"). In occasione dell'entrata in scena dell'"ospite misterioso" (anch'esso una celebrità del momento), ogni settimana, i partecipanti dovevano bendarsi e avevano il compito di indovinare l'identità di quest'ultimo, tramite un'analoga sequenza di domande da porre. Le domande poste al concorrente o all'ospite misterioso dovevano essere tali da poter ricevere solo "sì" o "no" come risposta. Una puntata tipica consisteva solitamente in due (tre, a volte, o in rari casi anche quattro) round con concorrenti regolari e nell'ospite misterioso. Nei casi in cui fossero presenti due ospiti misteriosi, il primo era solito apparire come primo concorrente.

#### Concorrenti ordinari
Nelle prime stagioni del programma, i concorrenti erano soliti entrare in scena, firmando con il proprio nome su una piccola lavagna, ed avvicinarsi ai quattro ospiti per ricevere un'ispezione ravvicinata, dando la possibilità alle quattro celebrità di cogliere degli eventuali indizi sulla sua professione; agli ospiti era quindi data la possibilità di "tirare ad indovinare", una volta ciascuno, prima di iniziare con le regolari domande. Dall'inizio del 1955, invece, John Daly cominciò semplicemente a introdurre il concorrente e farlo accomodare al suo posto, per poi presentarlo ai quattro ospiti alla fine del suo round. In aggiunta, a cominciare dal 17 aprile 1955, gli ospiti smisero di tirare a indovinare prima della regolare sequenza di domande. La professione del concorrente veniva quindi rivelata al pubblico in studio e ai telespettatori, e Daly diceva quindi ai quattro ospiti se il concorrente fosse stipendiato o se lavorasse in proprio, e, dal 1960 in poi, se la sua occupazione avesse qualcosa a che fare con uno specifico prodotto o servizio svolto.
Daly sceglieva la celebrità che avrebbe iniziato a porre le domande. Se la sua domanda fosse stata accolta con un "sì", l'ospite poteva continuare a porre delle domande. Qualora ad una di esse il concorrente avesse risposto "no", il diritto di porre la prossima domanda passava all'ospite successivo e venivano aggiunti 5 $ al montepremi, che veniva conteggiato da Daly capovolgendo una alla volta le dieci carte sulla sua postazione. Il concorrente vinceva il montepremi totale di 50 $ dopo aver risposto "no" per dieci volte alle domande degli ospiti (e quindi dopo che Daly aveva capovolto tutte le carte) o nel caso in cui fosse finito il tempo a disposizione. Più avanti nella serie, Daly cominciò a capovolgere con frequenza e arbitrarietà sempre maggiore tutte le carte anche nel caso in cui gli ospiti avessero indovinato l'occupazione del concorrente (per dare a quest'ultimo il montepremi totale, spesso nel caso di occupazioni molto interessanti), per sottolineare che il montepremi era una caratteristica secondaria e poco importante del programma.
Gli ospiti avevano la possibilità di passare il proprio o addirittura di squalificarsi, nel caso per qualche ragione conoscessero già l'occupazione o l'identità del concorrente (specialmente nel caso dell'ospite misterioso). Potevano anche riunirsi, una volta per ogni round, per discutere apertamente sulla possibile professione del concorrente e condividere le proprie idee al riguardo.
All'interno del programma divenne celebre una domanda posta per la prima volta da Steve Allen durante la puntata del 18 gennaio 1953, in cui Allen, riferendosi al prodotto con cui aveva a che fare l'occupazione del concorrente, chiese: "È più grande di un portapane?". In seguito, anche gli altri ospiti cominciarono a porre la stessa domanda ad altri concorrenti. Durante la puntata dell'11 ottobre 1953, l'occupazione dell'ultimo concorrente era proprio quella di fabbricare portapane. Allen indovinò la sua professione perché Daly non riuscì a trattenere le risate dopo che Kilgallen chiese al concorrente la suddetta domanda.

#### Ospite misterioso
L'ultimo o penultimo round di ogni puntata era dedicato a un famoso "ospite misterioso" (chiamato in origine da Daly "sfidante misterioso"), di cui gli ospiti, una volta bendati, dovevano indovinare l'identità piuttosto che la professione. L'ospite misterioso presente nella prima puntata del programma era Phil Rizzuto, interbase dei New York Yankees. Durante i primi anni della programmazione, le modalità di porre le domande erano le stesse adottate durante i round regolari con gli altri concorrenti, ma a partire dalla puntata del 17 aprile 1955 agli ospiti venne data la possibilità di porre soltanto una domanda ciascuno a turno. Gli ospiti misteriosi erano solitamente personalità note nel mondo dello spettacolo o dei famosi sportivi. Nel caso in cui l'ospite misterioso provenisse da un'altra area professionale o fosse una persona non famosa nota soltanto agli ospiti del programma, il round veniva solitamente giocato regolarmente come per gli altri concorrenti. In ogni caso, i quattro ospiti potevano doversi bendare, oppure l'ospite misterioso eventualmente si firmava semplicemente con una "X", a seconda del fatto che quest'ultimo potesse essere più facilmente riconoscibile dal nome o dal volto.
Gli ospiti misteriosi solitamente cercavano di nascondere la propria identità mascherando la propria voce, contribuendo al divertimento generale del pubblico. Secondo quanto dichiarando da Bennett Cerf, gli ospiti erano solitamente in grado di riconoscere subito l'ospite misterioso, dal momento che erano al corrente di quali celebrità fossero presenti in città in quel momento e di quali fossero i più importanti film o opere teatrali che stavano per arrivare al cinema o in teatro. In tali occasioni, per dare al pubblico l'opportunità di vedere l'ospite misterioso partecipare al gioco più a lungo, i quattro ospiti erano soliti prolungare volontariamente il round facendo almeno un giro di domande prima di indovinare l'identità della celebrità misteriosa.
Occasionalmente, nella stessa puntata potevano comparire separatamente due ospiti misteriosi. In tal caso, il primo ospite veniva solitamente introdotto nel primo round della puntata.

## Nella cultura di massa
Sia nel libro di Dodie Smith La carica dei 101 che nella sua trasposizione cinematografica di animazione disneyana del 1961, compare la stessa ora alla settimana lo spettacolo televisivo serale Qual è il mio reato?, apparentemente ispirato al game show della CBS. Nella trasmissione, seguita da Gaspare e Orazio, un criminale si presenta davanti a tre giurati e, se non riescono a indovinare il suo straordinario reato in dieci domande, vince due settimane di vacanza in una stazione balneare di lusso con tutte le spese pagate, ma questo naturalmente dopo che ha pagato il suo debito alla società.